# Star Star
«Star Star» —en español: «Estrella estrella»— es una canción de The Rolling Stones que apareció en su álbum de 1973 Goats Head Soup, compuesta por Mick Jagger y Keith Richards. En algunos países europeos, incluyendo Francia, Alemania y Suiza, fue lanzada como sencillo junto con «Doo Doo Doo Doo Doo (Heartbreaker)» como lado B. 

## Historia
«Star Star» en una canción de rock clásico al estilo de Chuck Berry, que aumenta progresivamente. La apertura, los arreglos de los versos y el solo es interpretado por Keith Richards, la guitarra rítmica es de Mick Taylor. La línea de bajo de Bill Wyman se pospone hasta el segundo verso. Charlie Watts en la batería (que rara vez rompe de su simple 4/4 y golpe de hi-hat) y Ian Stewart con su piano libra acordes de octava.
Es una de las canciones más obscenas del catálogo de la banda, fue originalmente titulada «Starfucker» hasta que el dueño de Atlantic Records, Ahmet Ertegün (Atlantic fue el distribuidor de Rolling Stones Records) insistió en el cambio.
La canción ganó la notoriedad no solo por las letras explícitas que aluden a actos sexuales que implican frutas (entre otras cosas) sino también por las menciones polémicas de celebridades como John Wayne y Steve McQueen. 
Fue lanzada aproximadamente nueve meses después del aparente affaire de Carly Simon con Jagger y el lanzamiento de la canción «You're So Vain». Simon, que estaba casada con el cantante y compositor James Taylor, se había trasladado a Hollywood, que es menciona en la letra de «Star Star». Al hablar de la canción, los miembros de la banda siempre se han referido a ella por su título original. Una actuación en vivo fue grabada y lanzada en 1977 Love You Live. (Atlantic también jugueteó con la mezcla, ahogando algunas palabras clave con trucos de estudio, en todas las copias, excepto las primeras promocionales).

## Personal
Acreditados:
- Mick Jagger: voz
- Keith Richards: guitarra eléctrica
- Mick Taylor:guitarra eléctrica
- Bill Wyman: bajo
- Charlie Watts: batería
- Ian Stewart: piano

## Posicionamiento en las listas
| Listas (1974)                      | Mejor posición |
| ---------------------------------- | -------------- |
| Alemania (Media Control AG)        | 32             |
| Países Bajos (Mega Single Top 100) | 16             |
| Suiza (Schweizer Hitparade)        | 7              |

## Versiones de otros artistas
- En 1978, el artista sueco Magnus Uggla hizo una versión punk rock de la canción con letra en sueco llamada «Stjärnluder» (Star Whore) en su álbum Vittring.
- Joan Jett incluyó una versión completamente sin censura, como pista oculta, no incluida en la versión de casete de su álbum de 1983 Album, que resultó en una prohibición de esta cinta por WalMart y otras tiendas. MCA emitió entonces una segunda versión de casete "Album Only Version" en una caja de plástico roja, que borró la canción. La canción reapareció en su compilación Flashback en 1993.
- La película de comedia Up In Smoke de 1978, protagonizada por los humoristas Cheech & Chong, presenta un cover de la canción durante la escena Strawberry. Sin embargo, el registro salta y repite la línea "Star Fucker, Star".
- La banda croata Psihomodo Pop lanzó su propia versión de «Star Star», en su álbum de 1993 Srebrne Svinje.
- La banda argentina La 25 presentó en vivo una versión en español.